# حليل سافران
حليل سافران (20 يونيو 1985 في ألمانيا - ) هو لاعب كرة قدم ألماني وتركيا في مركز الهجوم. لعب مع إرتسغيبيرغه آوه وتنس بوروسيا برلين ودينامو دريسدن ونادي أوسنابروك وهانزا روستوك ويونيون برلين وSV Lichtenberg 47 ‏.

## وصلات خارجية
- حليل سافران على موقع قاعدة بيانات كرة القدم.إي يو (الإنجليزية)
- حليل سافران على موقع بيانات كرة القدم. دي إي (الألمانية)
- حليل سافران على موقع عالم كرة القدم.نت (الإنجليزية)